# Logie Awards
I TV Week Logie Awards (conosciuti colloquialmente come The Logies) sono un evento annuale che celebra e assegna riconoscimenti ai migliori programmi e personalità della televisione australiana,  organizzato dalla rivista TV Week. La prima edizione si tenne nel 1959 con il nome di TV Week Awards .
Il Gold Logie ("Logie d'oro") è il premio più prestigioso e il più alto riconoscimento del settore; viene assegnato alla personalità più popolare della televisione australiana dell'anno precedente. Il premio riceve molta pubblicità e attenzione da parte dei media. I premi vengono assegnati in 20 categorie, che rappresentano sia i premi votati dal settore che quelli del pubblico
L'evento è stato fortemente associato alla rete televisiva Nine Network, che ha ospitato la cerimonia nella maggior parte delle occasioni, e all'ex personaggio televisivo e radiofonico Bert Newton, in particolare agli inizi, che ha svolto il ruolo di presentatore "solista" della cerimonia in 17 occasioni, con una partecipazione costante dal 1966 al 1980 e come co-conduttore in altre tre occasioni. Nel corso degli anni, i Logies sono stati ospitati a Melbourne e Sydney. Dal 2018 al 2022, la cerimonia si è tenuta sulla Gold Coast, prima che venisse annunciato che nel 2023 la cerimonia si sarebbe spostata a Sydney per la prima volta in 37 anni.

## Storia
Conosciuti fin dall'inizio come TV Week Awards, i premi furono istituiti dalla rivista TV Week con i primi tagliandi di voto forniti sulla rivista alla fine del 1958, due anni dopo l'introduzione della televisione in Australia. I primi premi furono assegnati il 15 gennaio 1959 durante una puntata di In Melbourne Tonight. Sono state candidate solo personalità televisive di Melbourne e sono stati assegnati premi in otto categorie, tra cui due per programmi americani.
Il premio più prestigioso del 1959 fu la Star of the Year, conferito al conduttore dell'IMT Graham Kennedy. L'anno seguente, Kennedy coniò il nome Logie Awards, per onorare l'ingegnere e innovatore scozzese che contribuì allo sviluppo della televisione come dispositivo di uso comune, John Logie Baird .
La statuetta Logie è stata progettata da Alec De Lacy, capo progettista della ditta di trofei KG Luke Ltd. con sede a Melbourne. Il primo Gold Logie, l'equivalente del premio Star of the Year, è stato assegnato nel 1960 e vinto nuovamente da Graham Kennedy. Il record per il maggior numero di vittorie "Gold Logie" (cinque a testa) è in parità tra Kennedy e Ray Martin .
Le cerimonie del 2020 e del 2021 sono state annullate a causa della pandemia di COVID-19.

## Logie Hall of Fame
La prestigiosa Logie Hall of Fame fu istituita per la prima volta nel 1984; il primo a essere inserito fu Hector Crawford, ex direttore d'orchestra, diventato produttore televisivo, pioniere e fondatore della Crawford Productions. L'investitura è stata un onore postumo per il cameraman televisivo Neil Davis, l'attore Maurie Fields, l'ambientalista Steve Irwin, il conduttore televisivo Brian Naylor, il giornalista Peter Harvey e il dirigente televisivo Brian Walsh.
Rebecca Gibney è stata la quarta donna ad essere inserita nella Hall of Fame, unendosi alle precedenti destinatarie Ruth Cracknell, Noni Hazlehurst e Kerri-Anne Kennerley. I Logies sono stati criticati per la mancanza di donne ammesse nella categoria

### Programmi televisivi inseriti nella Hall of Fame
| Four Corners (1961–)          |
| Neighbours (1985–2022; 2023–) |
| Play School (1966–)           |
| Home and Away (1988–)         |
| 60 Minutes (1979–)            |

Questi sono gli unici programmi che sono stati introdotti nella Hall of Fame.